# Cooper's Hill
Cooper's Hill est une colline se trouvant à Brockworth dans le comté du Gloucestershire en Angleterre. Elle accueille chaque année le Cooper's Hill Cheese-Rolling and Wake.